# Los Angeles Philharmonic Orchestra
La Los Angeles Philharmonic Orchestra conosciuta anche come LA Phil, è un'orchestra sinfonica statunitense, con base nella città di Los Angeles. Tiene stabilmente concerti alla "Walt Disney Concert Hall" da Ottobre a Giugno e alla "Hollywood Bowl" da Giugno a Settembre. 
Nota come un'orchestra innovatrice, al passo coi tempi, contemporanea, è stata fondata da William Andrews Clark, Jr. nel 1919. L'attuale direttore è Gustavo Dudamel.

## Direttori
| - 1919–1927 Walter Henry Rothwell - 1927–1929 Georg Schnéevoigt - 1929–1933 Artur Rodziński - 1933–1939 Otto Klemperer - 1943–1956 Alfred Wallenstein - 1956–1959 Eduard van Beinum | - 1962–1978 Zubin Mehta - 1978–1984 Carlo Maria Giulini - 1985–1989 André Previn - 1992–2009 Esa-Pekka Salonen - 2009–presente Gustavo Dudamel |

### Conductor Emeritus
- 2018–presente Zubin Mehta

### Conductor Laureate
- 2009–presente Esa-Pekka Salonen

## Discografia parziale
- Adams: The Dharma at Big Sur - Leila Josefowicz/Los Angeles Philharmonic/John Adams, 2010 Deutsche Grammophon
- Adams: City Noir (Live) - Gustavo Dudamel & Los Angeles Philharmonic, 2010 Deutsche Grammophon
- Adams: Slonimsky's Earbox - Bernstein: Symphony No. 1 "Jeremiah" (Live) - Gustavo Dudamel/Kelley O'Connor/Los Angeles Philharmonic, 2012 Deutsche Grammophon
- Bartók, The Three Piano Concertos - Bronfman/Esa-Pekka Salonen/Los Angeles Philharmonic, 1995 Sony - Miglior interpretazione solista di musica classica con orchestra (Grammy) 1997
- Bartók: Concerto for Orchestra (Live) - Gustavo Dudamel & Los Angeles Philharmonic, 2007 Deutsche Grammophon
- Beethoven: Leonore No. 2, Symphony No. 5 - Lutoslawski: Symphony No. 4 - Esa-Pekka Salonen & Los Angeles Philharmonic, 2006 Deutsche Grammophon
- Beethoven: Symphonies Nos. 7 & 8 - Hillborg: Eleven Gates - Esa-Pekka Salonen & Los Angeles Philharmonic, 2006 Deutsche Grammophon
- Beethoven: Symphony No. 3, "Eroica" - Schumann: Manfred Overture - Carlo Maria Giulini & Los Angeles Philharmonic, 1996 Deutsche Grammophon
- Berlioz: Symphonie fanstastique (Live) - Gustavo Dudamel & Los Angeles Philharmonic, 2008 Deutsche Grammophon
- Bernstein: West Side Story - Symphonic Dances - Los Angeles Philharmonic & Leonard Bernstein, 1989 Deutsche Grammophon
- Bernstein, American album - Copland/Barber/Bernstein, 1983 Deutsche Grammophon
- Brahms, Symphony No. 4 - Los Angeles Philharmonic/Dudamel, 2011 Deutsche Grammophon - Grammy Award for Best Orchestral Performance 2012
- Copland Barber, Fanfare for a Common man/Appalachian spring/Rodeo/Adagio - Mehta/LAPO, Decca
- Debussy: Nocturnes; la Damoiselle Élue; Le Martyre de St. Sebastien - Esa-Pekka Salonen/Los Angeles Philharmonic/Paula Rasmussen/Dawn Upshaw, 1994 SONY BMG
- Dvorák: Carnival Overture, Symphony No. 9 "From the New World" - Los Angeles Philharmonic & Christoph Eschenbach, 2010 Deutsche Grammophon
- Gershwin Barber Copland, Rapsodia/Adagio/Appalachian - Bernstein/LAPO, 1982 Deutsche Grammophon
- Hindemith & Wagner - Bryn Terfel/Los Angeles Philharmonic/Esa-Pekka Salonen, 2011 Deutsche Grammophon
- Holst Williams, Pianeti/Incontri ravvicinati - Mehta/LAPO, Decca
- Holst Williams, Pianeti/Star Wars Suite - Mehta/LAPO, 1971/1977 Decca
- Lutoslawski: Symphonies Nos. 3 & 4, Les espaces du sómmeil - Esa-Pekka Salonen/John Shirley-Quirk/Los Angeles Philharmonic, 1986/1994 Sony
- Lutoslawski: The Symphonies - Esa-Pekka Salonen & Los Angeles Philharmonic, 1986/1996 Sony
- Mahler: Symphony No. 3 - Zubin Mehta/Los Angeles Philharmonic, Decca
- Mahler: Symphony No. 3 - Anna Larsson/Esa-Pekka Salonen/Los Angeles Philharmonic, 1998 SONY BMG
- Mahler, Sinf. n. 5 - Mehta/LAPO, 1976 Decca
- Mahler, Sinf. n. 9 (Live, Los Angeles Disney Concert Hall, 2012) - Dudamel/LAPO, Deutsche Grammophon
- Pärt: Symphony No. 4 "Los Angeles" - Los Angeles Philharmonic & Esa-Pekka Salonen, 2009 Deutsche Grammophon
- Ravel: Piano Concerto for the Left Hand - Prokofiev: Romeo and Juliet Suite - Esa-Pekka Salonen & Los Angeles Philharmonic, 2007 Deutsche Grammophon
- Rossini: Overtures and Arias - Latin American Favorites (Live) - Gustavo Dudamel/Juan Diego Flórez/Los Angeles Philharmonic, 2010 Deutsche Grammophon
- Schumann: Symphony No. 3 In E-Flat Major "Rhenish", "Manfred" Overture, Op. 115 - Los Angeles Philharmonic & Carlo Maria Giulini, 1982 Deutsche Grammophon
- Shostakovich, Orango (Prima reg. mondiale)/Sinf. n. 4 - Salonen/LAPO, 2011 Deutsche Grammophon
- Sibelius: Symphony No. 2 (Live) - Esa-Pekka Salonen & Los Angeles Philharmonic, 2007 Deutsche Grammophon
- Stravinsky: The Firebird - Los Angeles Philharmonic & Esa-Pekka Salonen, 2009 Deutsche Grammophon
- Stravinsky: Le sacre du printemps - Los Angeles Philharmonic & Esa-Pekka Salonen, 2012 Deutsche Grammophon
- Verdi: Falstaff - Carlo Maria Giulini & Los Angeles Philharmonic/Barbara Hendricks, 2007 Deutsche Grammophon
- Domingo & Giulini - Opera Recital - Carlo Maria Giulini/Los Angeles Philharmonic/Plácido Domingo, 2007 Deutsche Grammophon
- John Williams: Star Wars Suite; Close Encounters of the Third Kind Suite - Los Angeles Philharmonic/Zubin Mehta/John Williams, 1978 Decca
- Sarah Vaughan, Gershwin Live! - LAPO/Michael Tilson Thomas, 1982 Columbia/SONY BMG - Grammy Award for Best Jazz Vocal Performance, Female 1983
- All Rise - Wynton Marsalis/Lincoln Center Jazz Orchestra/Los Angeles Philharmonic Orchestra/Esa-Pekka Salonen, 2002 SONY BMG

## DVD & BLU-RAY parziale
- Mahler, Sinf. n. 8 (Live, Caracas) - Dudamel/LAPO/SBSOV, 2012 Deutsche Grammophon
- The Inaugural Concert - Los Angeles Philharmonic & Gustavo Dudamel, 2010 Deutsche Grammophon